# Przyrządy antropometryczne
Przyrządy antropometryczne – przyrządy do ścisłego określania cech osobnika, stosowane w antropometrii.
Podstawowy komplet stosowany w antropologicznych badaniach terenowych to:
- antropometr
- cyrkiel suwakowy
- cyrkiel kabłąkowy
- taśma – do mierzenia obwodów
- skale wzorcowe
  - skala barw włosów – 30 pęczków włosów od jasnych do ciemnych (od A do Y, odcienie rude oznaczono cyframi rzymskimi)
  - skala barw oczu – 16 szklanych wzorców od ciemnych do jasnych oznaczonych od 1 do 16.

W kraniologii stosuje się jeszcze kraniostat lub kraniofor w celu ustawienia czaszki w dogodnej dla pomiarów pozycji.